# Évolution de l'industrie nucléaire en France après l'accident de Fukushima
Le 11 mars 2011, un séisme de magnitude 9 déclenche un tsunami qui dévaste la côte Pacifique du Tōhoku au Japon et provoque l'accident nucléaire de Fukushima. Cet événement a des impacts sur l'évolution de l'industrie nucléaire en France. Il relance en particulier les interrogations sur la sécurité des installations nucléaires en France et l'avenir de la filière des réacteurs de puissance.

## Contrôles de sûreté des installations nucléaires

### Les stress-tests européens
Le mardi 15 mars, en écho aux annonces du Premier ministre français à l'Assemblée nationale qui en appelle surtout à la solidarité, Günther Oettinger, commissaire européen  à l'énergie, affirme que l'Union européenne s'est mise d'accord pour engager l'organisation avant la fin de l'année de tests de résistances européens pour toutes les centrales européennes, dans l'optique d'une réévaluation des risques et d'un durcissement des normes de sécurité.
La Commission européenne confirme sa demande de réalisation de tests de résistance (stress-tests) pour l'ensemble des installations nucléaires. Ces opérations seront réalisées en 2011, sur la base du volontariat, les évaluations seront menées par des autorités nationales indépendantes et leurs résultats devraient être rendus publics,,.
Le calendrier définit trois étapes. Les tests de résistance devaient être formellement lancés le 1er juin 2011 au plus tard. Chaque État membre devait ensuite transmettre à l’ENSREG et la Commission Européenne un « rapport national » intermédiaire au plus tard le 15 septembre 2011 et son rapport national définitif au plus tard le 31 décembre 2011. La Commission européenne, avec l'appui de l'ENSREG, présentera un rapport intermédiaire au Conseil de l'Union européenne pour la réunion du 9 décembre 2011 et un rapport consolidé pour la réunion de juin 2012.

### Les évaluations complémentaires de sûreté
Nicolas Sarkozy annonce le 24 mars 2011 que le choix de l'énergie nucléaire n'est pas remis en question. Le Premier ministre François Fillon confie le 23 mars 2011 à l'ASN la réalisation d'un audit sur les installations nucléaires françaises dénommé évaluation complémentaire de sûreté. Cet audit portera sur les risques d’inondation, de séisme, de perte des alimentations électriques et de perte du système de refroidissement ainsi que sur la gestion opérationnelle des situations accidentelles. Des propositions d’améliorations au vu des diagnostics qui auront été faits sont attendues pour la fin de l’année 2011.
Les exploitants concernés par l'évaluation en 2011, à savoir Électricité de France, le CEA, Areva (Areva NC, Melox SA, FBFC, Comurhex, la SET), Eurodif SA, Socatri et l'Institut Laue-Langevin ont communiqué leur rapport le 15 septembre 2011. L'IRSN a transmis son avis le 4 novembre 2011 à l’ASN et aux membres des Groupes permanents.
Les principales dispositions génériques proposées par EDF, en complément du traitement des écarts par rapport au référentiel en vigueur, sont les suivantes :
- La mise en place d'un dispositif autonome de pompage direct dans la nappe phréatique pour permettre une réalimentation des générateurs de vapeur, le circuit primaire ou la piscine de désactivation;
- Le renforcement de la robustesse des turbopompes d'alimentation des générateurs de vapeur,
- La mise en place d'un Diesel supplémentaire d'ultime secours (DUS) par tranche, robuste aux inondations et séismes;
- La mise en place au niveau national d'un Force d'Action Rapide Nucléaire (FARN) capables d'épauler voire de remplacer les équipes de crise locales et de rétablir et pérenniser le refroidissement des réacteurs;
- L'étude du renforcement de la robustesse au séisme des dispositifs de filtration des rejets lors de la dépressurisation de l'enceinte.

En outre pour assurer localement un maintien des capacités de commandement en cas de crise, EDF propose d'étudier le caractère opérationnel du bâtiment de sécurité actuel en cas de séisme majeur, étudier un bâtiment de gestion de crise de proximité et enfin étudier une base arrière à quelques kilomètres du site. La réalisation de ces différentes actions s'étaleront de 2012 à 2020, voire au-delà pour les actions de long terme.

## Réactions de l'opinion publique
Le dimanche 20 mars 2011, une manifestation de 10 000 personnes à Chalampé (Haut-Rhin) demande la fermeture de la centrale nucléaire de Fessenheim, située sur une faille en zone sismique. En Allemagne, des membres de la Commission Locale d'Information et de Surveillance (CLIS), dont deux représentants CDU du district de Fribourg, déposent le 21 mars une demande de moratoire pour Fessenheim. La France ne répond pas à cette demande de gel de l'activité de la centrale.
De nombreuses manifestations anti-nucléaires grand-public ont aussi été organisées de mars à mai 2011 et ont lieu à travers le territoire français à l'occasion du 25e anniversaire de Tchernobyl, en particulier les 24, 25 et 26 avril 2011.
Une journée de mobilisation est organisée le 11 juin, avec 55 actions en France orientées contre le choix nucléaire et pour une véritable transition énergétique, dont une manifestation à Paris, engagée et festive.
Un sondage Ifop sorti le 6 juin indique que 77 % des Français souhaitent une sortie plus ou moins rapide du nucléaire.

## Scénarios d'évolution de la filière nucléaire
Après Fukushima, aucun débat populaire ni référendum n'est annoncé par le gouvernement français, qui rejette également toute idée de moratoire. Au contraire, Nicolas Sarkozy annonce le 24 mars 2011 que le choix de l'énergie nucléaire n'est pas remis en question.
Le gouvernement a cependant chargé une commission d'étudier, d'ici janvier 2012, des scénarios incluant une "sortie progressive" du nucléaire à l'horizon 2040. Le gouvernement a également lancé un plan de développement des énergies renouvelables (notamment l'éolien en mer) visant à atteindre environ 1/4 de la production nationale d'électricité d'ici 2020.

### Le scénario de RTE
En parallèle, RTE le gestionnaire du réseau électrique de haute tension, explore un scénario avec une réduction de la part du nucléaire de 75 à 50 % à l'horizon 2030.

### Le rapport de l'OPECST

Scénario d'évolution de la puissance nucléaire installée en France sur la période 2010-2100, selon une "stratégie raisonnée", établi par l'office parlementaire des choix scientifiques et stratégiques (OPECST)

L'Assemblée Nationale française et le Sénat français ont saisi l'OPECST (Office Parlementaire d’Évaluation des Choix Scientifiques et Technologiques) d'une mission parlementaire, regroupant députés et sénateurs de la majorité et de l'opposition, sur « la sécurité nucléaire, la place de la filière et son avenir ».
Le rapport d’étape, consacré à la sécurité nucléaire en France, a été présenté le 30 juin, et avance une vingtaine de recommandations selon sept grandes thématiques.
Le rapport final, enregistré à la présidence de l’Assemblée nationale et du Sénat le 15 décembre 2011, fait une proposition de «trajectoire raisonnée» pour l'avenir de la filière. Il part du constat que parmi les quatre technologies en phase de développement, « le stockage d'énergie et la quatrième génération d'énergie nucléaire en sont au stade préliminaire du concept scientifique, ou au mieux, de l'élaboration de la maquette expérimentale, tandis que les technologies éoliennes et photovoltaïques, mais aussi les énergies marines, tout comme les réacteurs de troisième génération en sont, peu ou prou, au stade de la mise en œuvre d'un équipement industriel qui n'en est pas encore à bénéficier des économies d'échelle et de dimension ». Tablant sur un cycle de maturation de 50 ans de ces technologies, il conclut « qu’à l’horizon 2050, pourvu que les technologies de stockage intersaisonnier d’énergie soient effectivement disponibles, la part de production nucléaire dans l’électricité peut être abaissée vers 50 à 60 % de la production totale actuelle ». Ce taux est actuellement d'environ 75 %. Cet objectif serait atteint par le non-remplacement d'un réacteur sur deux en fin de vie, au profit de réacteurs EPR. En  2036, la part de l'électricité nucléaire serait ainsi de 66 % avec un parc de 20 EPR et en 2052 de 50 % avec 30 EPR. La décision de fermeture d'un réacteur serait laissée à l'ASN, dont la nécessaire indépendance est soulignée.
L'OPECST propose également un basculement, pendant la deuxième partie du XXIe siècle, vers la IVème génération, à nouveau au rythme de non-remplacement d'un réacteur sur deux. La part de production électronucléaire passerait ainsi, vers 2100, à 30 % des capacités totales actuelles. La France profiterait alors, d'une part des réserves d'uranium appauvri et de plutonium qu'elle aura accumulées lui permettant de renforcer son indépendance énergétique, et d'autre part de réacteurs de IVe génération pour optimiser le cycle aval de la filière (déchets nucléaires).